# Ashes Tour 1894/95
Die Ashes Tour 1894/95 war die Tour der englischen Cricket-Nationalmannschaft, die die 11. Austragung der Ashes beinhaltete, und wurde zwischen dem 14. Dezember 1894 und 6. März 1895 durchgeführt. Die Ashes Series  1894/95 selbst wurde in Form von fünf Testspielen zwischen Australien und England ausgetragen. Austragungsorte waren jeweils australische Stadien. Die Tour beinhaltete neben der Testserie eine Reihe weiterer Spiele zwischen den beiden Mannschaften im Winter 1894/95. England gewann die Serie 3–2.

## Vorgeschichte
Für beide Mannschaften war es die erste Tour der Saison.
Das letzte Aufeinandertreffen der beiden Mannschaften bei einer Tour fand in der Saison 1893 in England statt.

## Stadien
Die folgenden Stadien wurden für die Tour als Austragungsort vorgesehen.
| Stadion                  | Stadt     | Kapazität | Spiele       |
| ------------------------ | --------- | --------- | ------------ |
| Adelaide Oval            | Adelaide  | 53.583    | 3. Test      |
| Melbourne Cricket Ground | Melbourne | 100.024   | 2. & 5. Test |
| Sydney Cricket Ground    | Sydney    | 48.000    | 1. & 4. Test |

## Kaderlisten

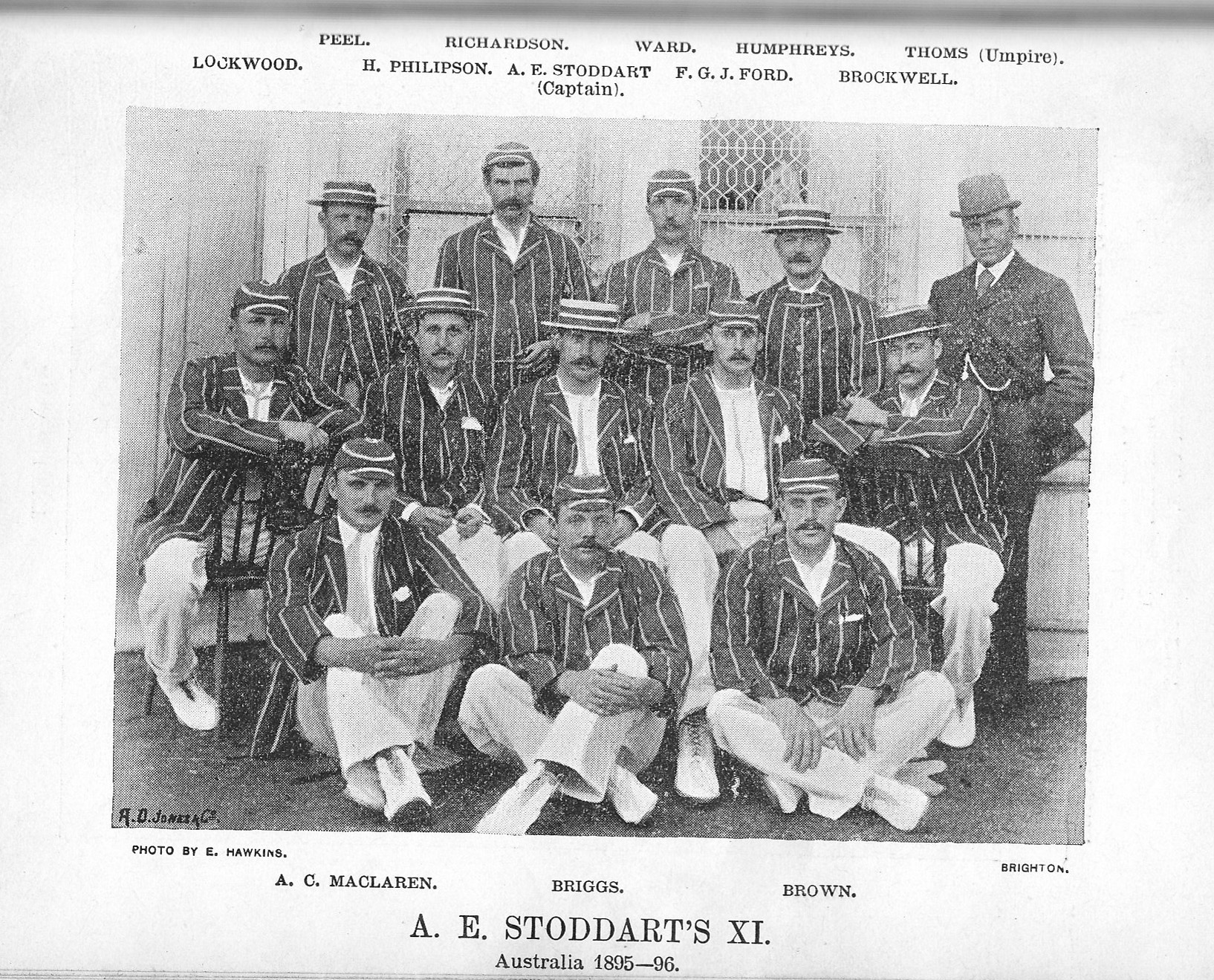
Das englische Team (1896)

Die Mannschaften benannten die folgenden Kader.
| Test | Test |
| Australien | England |
| --- | --- |
| - Jack Blackham (K, wk) - George Giffen (VK) - William Bruce - Sydney Callaway - Arthur Coningham - Joe Darling - George Giffen - Harry Graham - Syd Gregory - John Harry - Frank Iredale - Affie Jarvis (wk) - Ernie Jones - John Lyons - Tom McKibbin - Charlie McLeod - Harry Moses - John Reedman - Albert Trott - Harry Trott - Hugh Trumble - Charlie Turner - Jack Worrall | - Andrew Stoddart (K) - Johnny Briggs - Bill Brockwell - Jack Brown - Francis Ford - Leslie Gay (wk) - Bill Lockwood - Archie MacLaren - Bobby Peel - Punch Philipson - Tom Richardson - Albert Ward |

## Tour Matches
| 9. – xx. November Scorecard | Adelaide | AE Stoddart's XI 477 (135) & 130-4 (47) | – | South Australia 383 (138.5) & 226 (79.2) |
|                             |          | South Australia gewinnt mit 6 Wickets   |   |                                          |

| 16. – xx. November Scorecard | Melbourne | AE Stoddart's XI 416 (138.1) & 288 (139.2) | – | Victoria 306 (124) & 253 (105.5) |
|                              |           | AE Stoddart's XI gewann mit 145 Runs       |   |                                  |

| 23. – xx. November Scorecard | Sydney | New South Wales 293 (133.3) & 180 (59.2) | – | AE Stoddart's XI 394 (166.5) & 81-2 (28.1) |
|                              |        | AE Stoddart's XI gewinnt mit 8 Wickets   |   |                                            |

| 7. – xx. Dezember Scorecard | Brisbane (EG) | AE Stoddart's XI 594 (150.4)                            | – | Queensland 121 (37.1) & 99 (50) (f/o) |
|                             |               | AE Stoddart's XI gewinnt mit einem Innings und 274 Runs |   |                                       |

| 1. – xx. März Scorecard | Brisbane (EG) | AE Stoddart's XI 192 (99.4) & 279 (101.2) | – | New South Wales/Queensland 107 (49.3) & 86-8 (56.3) |
|                         |               | AE Stoddart's XI gewinnt mit 278 Runs     |   |                                                     |

| 21. – xx. März Scorecard | Melbourne | AE Stoddart's XI 131 (49.5) & 270 (91.5) | – | Victoria 269 (93.5) & 136-3 (37.1) |
|                          |           | Victoria gewinnt mit 7 Wickets           |   |                                    |

| 28. – xx. März Scorecard | Adelaide | South Australia 397 (123.4) & 255-9 (101.5) | – | AE Stoddart's XI 609 (180.4) & 45-0 (7.4) |
|                          |          | AE Stoddart's XI gewinnt mit 10 Wickets     |   |                                           |

## Tests

### Erster Test in Sydney
| 14. – 20. Dezember Scorecard | Sydney | Australien 586 (172.3) & 166 (68) | – | England 325 (140.3) & 437 (181.4) (f/o) |
|                              |        | England gewinnt mit 10 Runs       |   |                                         |

Australien gewann den Münzwurf und entschied sich als Schlagmannschaft zu beginnen. Für sie bildeten Harry Trott und George Giffen eine erste Partnerschaft. Trott schied nach 12 Runs aus und an der Seite von Giffen erreichte Frank Iredale ein Fifty über 81 Runs, bevor sich eine Partnerschaft zusammen mit Syd Gregory fand. Giffen schied dann nach einem Century über 161 Runs aus und wurde gefolgt von John Reedman. Der Tag endete dann beim Stand von 346/5. Am zweiten Tag verlor Reedman nach 17 und Charlie McLeod nach 15 Runs sein Wicket, bevor Gregory eine Partnerschaft mit Jack Blackham bildete. Gregory schied dann nach einem Double-Century über 201 Runs aus und Blackham verlor das letzte Wicket des australischen Teams nach einem Fifty über 74 Runs. Bester englischer Bowler war Tom Richardson mit 5 Wickets für 181 Runs. Für England konnte sich Eröffnungs-Batter Albert Ward etablieren und an seiner Seite erreichten Andrew Stoddart 12 Runs und Jack Brown 22 Runs, bevor er mit Bill Brockwell den Tag beim Stand von 130/3 beendete. Nach einem Ruhetag schied Ward nach einem Fifty über 75 Runs aus und Francis Ford erzielte 30 Runs, bevor kurz darauf Brockwell nach 49 Runs ausschied. Es bildete sich dann eine Partnerschaft zwischen Johnny Briggs und Bill Lockwood. Lockdown schied nach 18 Runs und wurde gefolgt von Leslie Gay. Briggs verlor dann sein Wicket nach einem Fifty über 57 Runs und Gay kurz darauf das letzte englische Wicket nach 33 Runs. England hatte damit einen Rückstand von 261 Runs und Australien forderte das Follow-on ein. Bester australischer Bowler war George Giffen mit 4 Wickets für 75 Runs. Am vierten Spieltag bildeten Archie MacLaren und Albert Ward eine Partnerschaft. MacLaren schied nach 20 Runs aus und nachdem Andrew Stoddart 36 Runs erzielte formte Ward eine Partnerschaft mit Jack Brown. Ward schied dann nach einem Century über 117 Runs aus und wurde gefolgt durch Bill Brockwell. Brown erreichte ein Fifty über 53 Runs und Brockwell fand mit Bobby Peel einen weiteren Partner. Zusammen beendeten sie den Tag beim Stand von 268/4. Am fünften Spieltag schied Brockwell schied nach 37 und Peel nach 17 Runs aus. Francis Ford und Johnny Briggs bildeten eine weitere Partnerschaft die durch den Verlust des Wickets von Ford nach 48 Runs beendet wurde. Hinein kam Bill Lockwood und Briggs schied nach 42 Runs aus. Lockwood verlor dann das letzte Wicket nach 29 Runs, während sein Partner Tom Richardson 12* Runs erreichte. Damit hatte Australien eine Vorgabe von 177 Runs. Bester australischer Bowler war George Giffen mit 4 Wickets für 164 Runs. Für Australien bildeten dann John Lyons und George Giffen eine Partnerschaft. Lyons schied nach 25 Runs aus und wurde durch Joe Darling ersetzt, der zusammen mit Giffen den Tag beim Stand von 113/2 beendete. Am sechsten Spieltag verlor Darling sein Wicket nach einem Fifty über 53 Runs und Giffen kurz darauf nach 41 Runs. Der hineinkommende Syd Gregory konnte 16 Runs erzielen, jedoch gelang es keinem anderen Batter nach ihm mehr eine zweistellige Run-Zahl zu erreichen und so verlor Australien das Spiel mit 10 Runs.
Es war das erste Mal, dass in einem Test die Mannschaft die zum Follow-on aufgefordert wurde das Spiel gewinnen konnte.

### Zweiter Test in Melbourne
| 29. Dezember – 3. Januar Scorecard | Melbourne | England 75 (40.1) & 475 (202.2) | – | Australien 123 (55.5) & 333 (136.1) |
|                                    |           | England gewinnt mit 94 Runs     |   |                                     |

Australien gewann den Münzwurf und entschied sich als Feldmannschaft zu beginnen. Für England bildete Eröffnungs-Batter Albert Ward zusammen mit dem dritten Schlagmann Andrew Stoddart eine Partnerschaft. Stoddart schied nach 10 Runs aus und Ward nach 30 Runs. Jedoch konnte sich kein weiterer Batter etablieren und so endete das Innings im 41. Over. Beste australische Bowler waren Charlie Turner mit 5 Wickets für 32 Runs und Hugh Trumble mit 3 Wickets für 15 Runs. Für Australien etablierte sich der dritte Schlagmann George Giffen und an seiner Seite erreichte Joe Darling 32 und Frank Iredale 10 Runs. Nachdem Harry Trott ins Spiel gekommen war, verlor Giffen nach 32 Runs sein Wicket. Arthur Coningham erzielte 10 Runs, bevor Trott nach 16 Runs ausschied. Affie Jarvis verlor dann das letzte Wicket nach 11 Runs. Bester englischer Bowler war Tom Richardson mit 5 Wickets für 57 Runs. Nach einem Ruhetag begann England mit Archie MacLaren und Albert Ward. MacLaren schied nach 15 uns aus und wurde gefolgt durch Andrew Stoddart. ward verlor sein Wicket nach 41 Runs und wurde gefolgt durch Jack Brown mit 37 Runs und Bill Brockwell mit 21 Runs. Nachdem Bobby Peel ins Spiel gekommen war, endete der Tag beim Stand von 287/4. Am dritten Spieltag verlor Stoddart nach einem Century über 173 Runs aus und nach 24 Runs von Francis Ford schied auch Peel nach einem Fifty über 53 Runs aus. Es folgte eine Partnerschaft zwischen Johnny Briggs und Bill Lockwood. Briggs erreichte 31 Runs und der hineinkommende Punch Philipson 30 Runs, bevor Tom Richardson das letzte Wicket nach 11 Runs verlor. Lockwood hatte bis dahin 33* Runs erzielt und so eine Vorgabe von 428 Runs gestellt. Beste australische Bowler waren George Giffen mit 6 Wickets für 155 Runs und Charlie Turner mit 3 Wickets für 99 Runs. Für Australien etablierten sich die Eröffnungs-Batter Harry Trott und William Bruce und beendeten den Tag beim Stand von 86/0. Am vierten Spieltag schied Bruce nach einem Fifty über 54 Runs aus und der hineinkommende George Giffen erreichte 43 runs, bevor Trott nach 95 Runs sein Wicket verlor. Nachdem Syd Gregory 12 Runs erzielt hatte, konnte sich Frank Iredale etablieren. An seiner Seite erzielte John Lyons 14 Runs und es kam Charlie Turner ins Spiel, bevor der Tag beim Stand von 328/9 endete. Am fünften Spieltag verlor dann Iredale sein Wicket nach einem Half-Century über 68 Runs, als Turner 26 Runs erzielt hatte. Dies reichte jedoch nicht aus die Vorgabe einzuholen. Beste englische Bowler waren Bobby Peel mit 4 Wickets für 77 Runs und Bill Brockwell mit 3 Wickets für 33 Runs.

### Dritter Test in Adelaide
| 11. – 15. Januar Scorecard | Adelaide | Australien 238 (81.1) & 411 (115.2) | – | England 124 (57.3) & 143 (67.1) |
|                            |          | Australien gewinnt mit 382 Runs     |   |                                 |

Australien gewann den Münzwurf und entschied sich als Schlagmannschaft zu beginnen. Nachdem William Bruce nach 11 Runs ausschied formten Harry Trott und George Giffen eine Partnerschaft. Trott verlor sein Wicket nach 48 Runs und an der Seite von Giffen erreichten Joe Darling 10 und Affie Jarvis 13 Runs. Daraufhin fand er mit Albert Trott einen weiteren Partner, bevor er nach einem Fifty über 58 Runs ausschied. Ihm folgte Sydney Callaway der nach 41 Runs das letzte Wicket der australischen Mannschaft verlor. Trott hatte zu diesem Zeitpunkt 38* Runs erzielt. Bester englischer Bowler war Tom Richardson mit 5 Wickets für 75 Runs. England verlor bis zum Ende des Tages kein Wicket und beendete ihn beim Stand von 5/0. Am zweiten Tag etablierte sich für England Eröffnungs-Batter Archie MacLaren und an seiner Seite erzielten Johnny Briggs und Bill Brockwell jeweils 12 Runs. Nachdem er mit Jack Brown eine weitere Partnerschaft bildete, verlor er sein Wicket nach 25 Runs. Brown fand mit Francis Ford einen weiteren Partner, der jedoch nach 21 Runs ausschied. Daraufhin fand er keinen weitere Partnerschaft mehr und beendete das Innings ungeschlagen nach 39* Runs, as zu einem Rückstand von 114 Runs führte. Beste australische Bowler waren Sydney Callaway mit 5 Wickets für 37 Runs und George Giffen mit 5 Wickets für 76 Runs. Für Australien bildete Eröffnungs-Batter William Bruce zusammen mit George Giffen eine Partnerschaft. Giffen schied nach 24 Runs aus und wurde gefolgt durch Frank Iredale. Nachdem Bruce nach einem Fifty über 80 Runs ausgeschieden war, endete der Tag beim Stand von 145/4. Nach einem Ruhetag erreichten an der Seite von Iredale Syd Gregory 20, Jack Worrall 11 und Affie Jarvis 29 Runs. Daraufhin folgte eine Partnerschaft zusammen mit Albert Trott und Iredale verlor sein Wicket nach einem Century über 140 Runs. An der Seite von Trott erreichte dann Sydney Callaway 11 Runs und das Innings endete mit einem Vorsprung von 526 Runs. Trott hatte bis dahin ein Fifty über 72* Runs erreicht. Beste englische Bowler waren Bobby Peel mit 4 Wickets für 96 Runs und Tom Richardson mit 3 Wickets für 89 Runs. Für England erreichten die Eröffnungs-Batter Archie MacLaren 35 und Albert Ward 13 Runs. Daraufhin etablierte sich Andrew Stoddart und der Tag endete beim Stand von 56/3. Am vierten Spieltag erreichten an der Seite von Stoddart Bill Brockwell 24 und Francis Ford 14 Runs, bevor Tom Richardson nach 12 Runs das letzte Wicket des Spiels verlor. Stoddart hatte bis dahin 34* Runs erreicht.

### Vierter Test in Sydney
| 1. – 4. Februar Scorecard | Sydney | Australien 284 (83.5)                             | – | England 65 (38.5) & 72 (29.1) (f/o) |
|                           |        | Australien gewinnt mit einem Innings und 147 Runs |   |                                     |

England gewann den Münzwurf und entschied sich als Feldmannschaft zu beginnen. Für Australien erreichte Eröffnungs-Batter William Bruce 15 Runs, bevor sich Harry Graham etablierte. An seiner Seite erreichte Joe Darling 31 Runs, bevor er eine Partnerschaft zusammen mit Albert Trott bildete. Graham schied dann nach einem Century über 105 Runs aus und nachdem Charlie Turner 22 Runs erreichte, beendete Trott das Inning ungeschlagen nach einem Century über 85* Runs. Beste englische Bowler waren Johnny Briggs mit 4 Runs für 65 Runs und Bobby Peels mit 3 Wickets für 74 Runs. England verlor bis zum Ende des Tages ein Wicket und erreichte den Stand von 11/1. Am zweiten Tag war kein Spiel möglich und nach einem weiteren Ruhetag schied Johnny Briggs nach 11 Runs aus. Daraufhin etablierte sich Jack Brown, fand jedoch keinen Partner. Brown beendete daraufhin das Innings ungeschlagen mit 20* Runs. Da der Rückstand 219 Runs betrug forderte Australien das Follow-on ein. Die besten australischen Bowler waren mit jeweils drei Wickets George Giffen für 14 Runs, Charlie Turner für 18 Runs und Harry Trott für 21 Runs. In ihrem zweiten Innings verlor England früh vier Wickets, bevor Bill Brockwell zusammen mit Francis Ford eine Partnerschaft bildete. Brockwell erreichte 17 Runs und Ford 11. Tom Richardson konnte bis zum Ende des Innings 10* Runs erzielen, was jedoch nicht reichte Australien wieder an den Schlag zu bringen.

### Fünfter Test in Melbourne
| 1. – 6. März Scorecard | Melbourne | Australien 414 (148.4) & 267 (123.2) | – | England 385 (133) & 298-4 (88.1) |
|                        |           | England gewinnt mit 6 Wickets        |   |                                  |

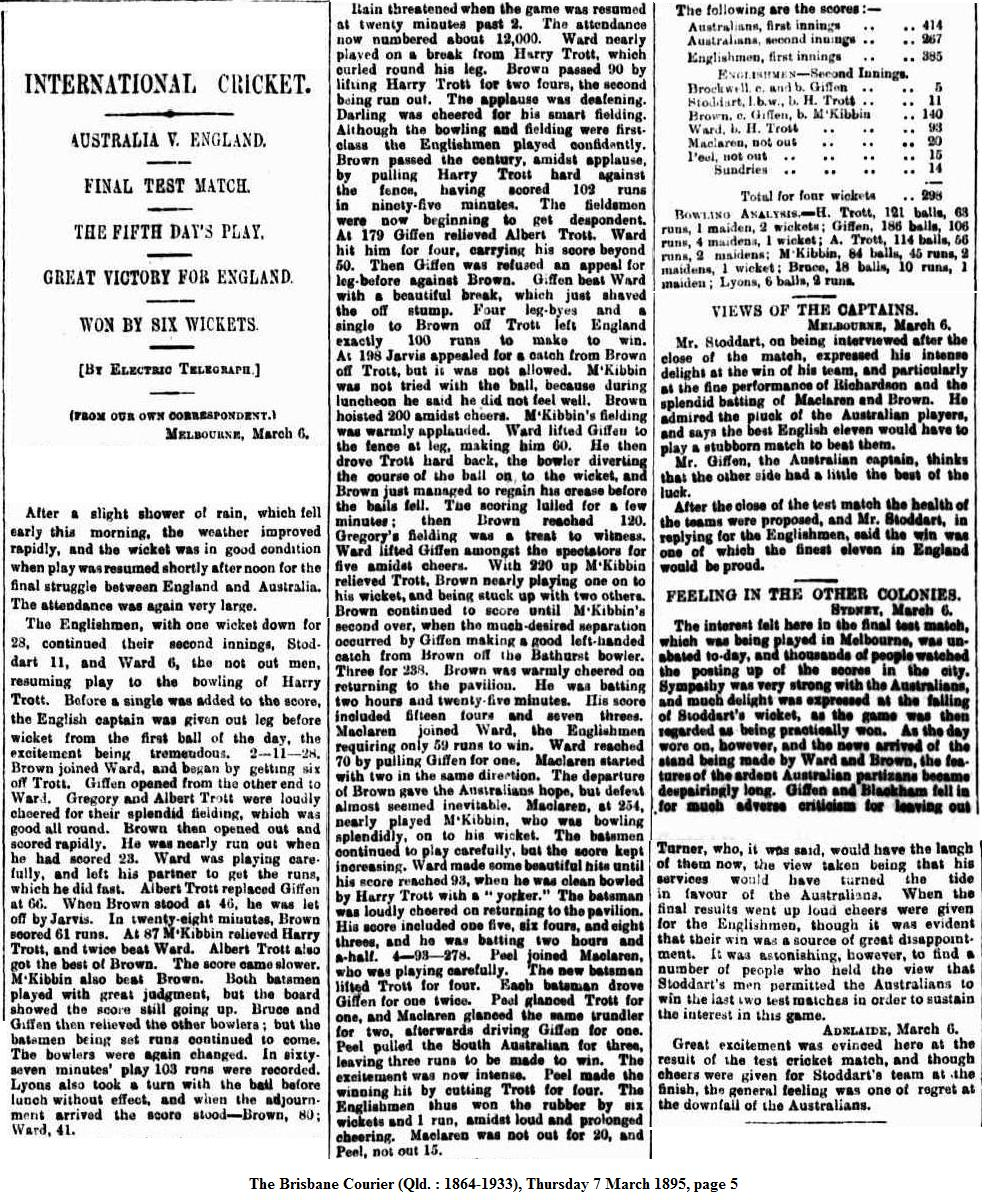
Zeitungsbericht des The Brisbane Courier zum letzten Tag des fünften Tests

Australien gewann den Münzwurf und entschied sich als Schlagmannschaft zu beginnen. Für sie bildeten die Eröffnungs-Batter Harry Trott und William Bruce eine erste Partnerschaft. Bruce schied nach 22 Runs aus und wurde durch George Giffen ersetzt. Trott verlor sein Wicket nach 42 Runs und nachdem Giffen nach einem Fifty über 57 Runs ausschied bildeten Syd Gregory und Joe Darling eine Partnerschaft. Mit ihnen endete der Tag beim Stand von 282/4. Am zweiten Tag schied Darling nach einem Half-Century über 74 Runs und kurz darauf Gregory nach 70 Runs aus. Ihnen folgte John Lyons, an dessen Seite erreichte Albert Trott 10 Runs, bevor er nachdem Affie Jarvis isn Spiel kam nach einem Fifty über 55 Runs ausschied. Er wurde ersetzt durch Tom McKibbin, der nach 23 Runs das letzte Wicket des Innings verlor. Jarvis hatte bis dahin 34* Runs erzielt. Beste englische Bowler waren Bobby Peel mit 4 Wickets für 114 Runs und Tom Richardson mit 3 Wickets für 138 Runs. Für England bildeten der Eröffnungs-Batter Albert Ward und der dritte Schlagmann Andrew Stoddart eine erste Partnerschaft. Stoddart schied nach einem Fifty über 68 Runs aus und kurz darauf auch Ward nach 32 Runs. Ihnen folgte die Partnerschaft zwischen Jack Brown und Archie MacLaren. Brown schied nach 30 Runs aus und wurde gefolgt durch Bobby Peel mit dem MacLaren zusammen den Tag beim Stand von 200/4 beendete. Nach einem Ruhetag schied Peel nach einem Fifty über 73 Runs aus und der folgende Francis Ford erreichte 11 Runs. Kurz darauf verlor auch MacLaren nach einem Century über 120 Runs aus. Eine letzte Partnerschaft bildeten Punch Philipson und Tom Richardson, bis Richardson das letzte Wicket nach 11 Runs verlor und Philipson mit 10* Runs ungeschlagen das Innings beendete. England hatte damit einen Rückstand von 29 Runs. Beste australische Bowler waren harry Trott mit 4 Wickets für 71 Runs und George Giffen mit 4 Wickets für 130 Runs. Australien begann das zweite Innings mit Harry Trott und William Bruce. Bruce erreichte 11 Runs und wurde gefolgt durch George Giffen, der mit Trott zusammen den Tag beim Stand von 69/1 beendete. Am vierten Spieltag schied Trott nach 42 Runs aus und der hinkommende Frank Iredale erzielte 11 Runs. Er wurde gefolgt von Syd Gregory, bevor Giffen nach einem Fifty über 51 Runs sein Wicket verlor. Gregory bildete daraufhin eine Partnerschaft mit Joe Darling, bevor er selbst nach 30 Runs ausschied. An der Seite von Darling erzielte John Lyons 15 und Harry Graham 10 Runs. Nachdem Darling nach einem Fifty über 50 Runs sein Wicket verlor Affie Jarvis und Tom McKibbin formten die letzte Partnerschaft. McKibbin schied dann nach 13 Runs aus und Jarvis erzielte ungeschlagene 14* Runs. Damit erhöhten sie die Vorgabe auf 297 Runs. Beste englische Bowler waren Tom Richardson mit 6 Wickets für 104 Runs und Bobby Peel mit 3 Wickets für 89 Runs. Für England etablierte sich Eröffnungs-Batter Albert Ward und beendete den Tag beim Stand von 69/1. Am fünften Spieltag erreichte an der Seite von Ward Andrew Stoddart 11 Runs und Jack Brown ein Century über 140 Runs. Nachdem Archie MacLaren ins Spiel gekommen war, schied auch Ward nach 93 Runs aus. MacLaren konnte dann zusammen mit Bobby Peel die Vorgabe einholen. MacLaren erreichte dabei 20* und Peel 15* Runs. Bester australischer Bowler war Harry Trott mit 2 Wickets für 63 Runs.

## Statistiken
Die folgenden Cricketstatistiken wurden bei dieser Tour erzielt.
| Tests           | Tests      | Tests   | Tests   | Tests   | Tests   | Tests   | Tests   | Tests   |
| Batting         | Batting    | Batting | Batting | Batting | Batting | Batting | Batting | Batting |
| Spieler         | Mannschaft | Spiele  | Innings | Runs    | Average | HS      | 100s    | 50s     |
| --------------- | ---------- | ------- | ------- | ------- | ------- | ------- | ------- | ------- |
| George Giffen   | Australien | 5       | 9       | 475     | 52,77   | 161     | 1       | 3       |
| Albert Ward     | England    | 5       | 10      | 419     | 41,90   | 117     | 1       | 2       |
| Syd Gregory     | Australien | 5       | 9       | 362     | 40,22   | 201     | 1       | 1       |
| Andrew Stoddart | England    | 5       | 10      | 352     | 39,11   | 173     | 1       | 1       |
| Jack Brown      | England    | 5       | 10      | 343     | 42,87   | 140     | 1       | 1       |
| Bowling         |            |         |         |         |         |         |         |         |
| Spieler         | Mannschaft | Spiele  | Overs   | Wickets | Average | BBI     | 5W      | 10W     |
| George Giffen   | Australien | 5       | 354.2   | 34      | 24,11   | 6/155   | 3       | 0       |
| Tom Richardson  | England    | 5       | 291.2   | 32      | 26,53   | 6/104   | 4       | 0       |
| Bobby Peel      | England    | 5       | 305.1   | 27      | 26,70   | 6/67    | 1       | 0       |
| Charlie Turner  | Australien | 3       | 187.1   | 18      | 19,38   | 5/32    | 1       | 0       |
| Johnny Briggs   | England    | 5       | 150.3   | 12      | 29,06   | 4/65    | 0       | 0       |